# ألبرت بيكر (لاعب شطرنج)
ألبرت بيكر (بالألمانية: Albert Becker)‏ هو لاعب شطرنج نمساوي، ولد في 5 سبتمبر 1896 في فيينا في النمسا، وتوفي في 7 مايو 1984 في Vicente López Partido ‏ في الأرجنتين.

## وصلات خارجية
- ألبرت بيكر على موقع مباريات الشطرنج (الإنجليزية)
- ألبرت بيكر على موقع 365Chess.com (الإنجليزية)
- ألبرت بيكر على موقع Chesstempo.com (الإنجليزية)
- ألبرت بيكر سجل أولمبياد الشطرنج على موقع OlimpBase.org (الإنجليزية)